# Soera De Kantelen
Soera De Kantelen is een soera van de Koran. Het is na soera De Koe de langste soera van de Koran.
De soera is vernoemd naar de afscheiding tussen de hemel en de helbewoners. Op de kantelen staan mannen die iedereen aan hun kentekenen herkennen. Deze soera bevat het scheppingsverhaal, de geschiedenis van verschillende profeten, zoals Nuh, Hud, Salih, Loet en Musa.

## Bijzonderheden
Ayat 163 t/m 170 zouden in Medina zijn geopenbaard. Bij recitatie van aya 206 wordt de sudjud, de nederwerping, verricht.

## Inhoud
In ayat 11-28 wordt het verhaal van Adam en Eva verteld. Na Adams schepping beveelt Allah alle engelen dat ze buigen voor Adam. Alle engelen behalve Iblis geven hier gehoor aan. Als straf zal Iblis worden weggestuurd uit het paradijs op de dag des oordeels. Er is één boom in het paradijs waarvan Adam en Eva niet mogen eten. Iblis haalt ze over van deze boom te eten. Dan merken Adam en Eva hun naaktheid en bedekken ze zich met bladeren. Als straf voor het eten van de boom worden ze weggestuurd uit het paradijs naar de aarde.
Ayat 59-64 gaan over Nuh. Hij roept zijn volk op niemand anders dan Allah te aanbidden, maar zij luisteren niet naar hem. De mensen verdrinken behalve zij die met Nuh de ark hebben betreden.
Ayat 65-72 gaan over Hud die naar het volk 'Ad is gestuurd. Ook hij roept zijn volk op alleen Allah te aanbidden. Degenen die niet luisteren, worden bestraft.
Ayat 73-79 gaan over Salih die naar het volk Thamoed is gestuurd. Een vrouwelijke kameel wordt als teken gestuurd naar het volk. Volgens Salih zal het volk gestraft worden als ze de kameel iets aandoen. Nadat ze de kameel hebben gedood, komt er een aardbeving waardoor zij sterven.
Ayat 80-84 gaan over Lut. Hij wijst mensen terecht die homoseksualiteit bedrijven. De mensen willen Lut en zijn familie verdrijven. De stad wordt vervolgens door Allah verwoest, maar Lut en zijn familie, behalve zijn vrouw, worden gespaard. 
Ayat 85-93 gaan over Shu’aib die naar het volk Midjan wordt gestuurd. Hij roept de mensen op alleen Allah te aanbidden waarop de mensen hem proberen te verdrijven. Zij worden vervolgens door een aardbeving gedood.
Ayat 103-162 gaan over Musa. Musa vraagt de farao zijn volk vrij te laten. Als de farao vraagt om een teken laat Musa zijn staf in een slang veranderen. Daarnaast is zijn hand opeens wit geworden. Ook de Egyptenaren laten hun staf in een slang veranderen, maar de slang van Musa verslindt de andere slangen. Een aantal van de Egyptenaren komt tot geloof, tot woede van de farao. De farao wordt vervolgens door Allah gestraft met een hongersnood, overstromingen, sprinkhanen, luizen, kikkers en bloed maar hij volhardt in zijn arrogantie. Hij wordt vervolgens verdronken in de zee. Na de uittocht uit Egypte vragen de Israëlieten Musa goden voor hen te maken, wat hij weigert. Allah toont zich aan Musa door een berg in stof te veranderen. Vervolgens neemt Musa platen met geboden in ontvangst van Allah. Terwijl hij weg is, maakt het volk een gouden kalf van juwelen. Als Musa terugkomt is hij woedend hierover en gooit hij de platen op de grond. Als straf komen 70 volksgenoten om door een aardbeving. Er wordt ook verteld hoe Musa water liet komen uit stenen door er met zijn staf op te slaan. Verder worden de Israëlieten gevoed door manna en kwartels uit de hemel.
Volgens aya 157 komt Mohammed voor in de Tawrat en de Indjil.

## Notities
1. ↑  Iblis wordt echter een djinn genoemd in soera 18:50.